# 시게노 슈이치
시게노 슈이치(しげの 秀一, 1958년 3월 8일 ~ )는 니가타현 도카마치시 마쓰노야마 출신의 일본의 만화가 · 동인작가이다. 니가타 현립 도카마치 고등학교 졸업. 혈액형은 A형. 별자리는 물고기자리이다.
그의 대표작은 바리바리 전설, 이니셜 D이다.

## 경력
학창시절부터 동인활동을 하고 있었고, 작품을 본 만화가로부터 히오아키를 소개받아 어시스턴트가 된다. 시기로서는 우주 전함 야마토 사랑의 전사들 (さらば宇宙戦艦ヤマト 愛の戦士たち) 집필시였으며, 주간 소년 선데이에 작품을 투고하여 데뷔했다. 몇몇 작품을 그리다 1981년 주간 소년 매거진 (고단샤)에 게재된 "우리 최고조 (おれたち絶好調)"로 재데뷔하게 된다. 어시스턴트 경력으로는 이시토 오사무(歴では石渡治), 고바야시 마코토(小林まことなど)등이 있다.
1985년 (쇼와 60년) , 제9회 고단샤 만화상 소년 부문에서 작품 "바리바리 전설 (バリバリ伝説)"로 수상하게 된다.

## 에피소드
- 초등학생 시절, 동급생의 부탁으로 선더버드의 그림을 그리고 있었다. 선더버드에서 등장하는 가장 좋아하는 메카는 선더버드 2호라고 답했다.
- 고등학교 때는 교칙 관계상 게타를 신고 등교했었다.
- |  | 이 문단은 자연스럽지 않게 번역되었으며, 기계 번역을 통해 작성되었을 수도 있습니다. 자연스럽지 않은 문장을 한국어 어법에 맞게 고쳐 주세요. (2022년 6월 23일) |1979년(쇼와 54년) 7월, (사)고텐바 청년회의소(고텐바 JC)가 주변 도로의 정체, 후지 그랑 챔피언 레이스 관전의 폭주족이 주변에서 집회나 폭주 행위를 반복하는 환경의 악화에 의한 청소년에의 영향, 에너지 절약 시대에 맞지 않는 것을 이유로 후지 스피드웨이의 폐지, 전용을 시즈오카현에 진정했다. 이에 따라 서킷을 폐지하고 골프장 등 레저랜드 전용이 발표되는 사태가 벌어졌다. 모터스포츠 업계는 '일본 모터스포츠진흥회'를 만들어 폐지에 반대한다는 입장을 표명하면서 움직임이 사라졌지만 1984년 (1985년) 다시 폐지 전용 움직임이 가시화되고 1985년(쇼와60년) 스피드웨이의 모회사인 미쓰비시 지소가 서킷 폐지를 언급한다. 레이스업계는 또 FISCO 폐지 문제 연락협의회를 발족하고 오오가미 레이스촌 차고와 후지GC선수권도 참가해 일반 레이스팬 홍보활동 등을 활발히 벌여 레이스 관계자들이 격렬하게 반대운동을 벌였다. 시게노 슈이치는 바리바리 전설(주간 소년 매거진)의 타이틀 페이지에서 "주인공 거마군이 FISCO 없어지면 곤란해! 다같이 반대하자"고 호소하는 형태로 반대 운동에 찬성했다. 1986년(쇼와 61년) 1월, 지권자인 후지 스피드웨이 협력 위원회가 반대의 뜻을 나타내 연락 협의회 주최에 의해 도쿄에서 심포지엄이 개최되어 칸다로부터 마루노우치의 미츠비시 토지까지 도쿄도내를 데모 행진했다. 같은 해 6월 오야마 정장에게 미쓰비시 토지로부터 폐지 문제에 대한 지권자와의 조정 의뢰를 받았고, 같은 해 7월 30일 폐지 문제는 백지화하는 내용의 오야마 정장의 재정이 내려져 존속이 결정되면서 폐지 소동은 수습됐다.[3]
- 좋아하는 여성의 유형은 "더러운 여자"라고 한다.
- 하이브리드 차량에 관련해서는 호의적이지만 자율주행에 관해서는 "최악이며, 차가 시시해진다"며 부정적이다.

### 바리바리 전설 (バリバリ伝説)
- 본편 도중에 세이 히데요시(聖秀吉)를 죽게 한 이유는 존재가 너무 커져서 주인공의 위치를 차지할 가능성이 있었기 때문이라고 이니셜 D 탁해 전설(頭文字D 拓海 伝説) (1998년 출간) 중 인터뷰에서 말했다.
- 단행본으로 들어간 첫 인세로 구입한 토요타 AE86으로 고개를 달리고 가드레일을 들이받은 사고를 일으킨 적이 있다. 그 경험이 훗날 이니셜 D의 집필에 도움이 되고 있다는 것.

### 이니셜 D (頭文字D)
- 무대를 군마현으로 만든 이유는 현지와 도쿄 이외에서 익숙한 장소였기 때문이다. 또 자신의 애차 AE86으로 진명의 내리막길을 타임어택하기도 했다.
- 위의 AE86이나 FD3S형 RX-7 등 이니셜 D에 등장하는 자동차를 다수 소유해왔는데 소유해온 차량 중 가장 좋았던 차량이 스바루의 임프레서 WRX (쿠페·GC8V형)라고 답한 바 있다. 다만 그중에는 등장했음에도 시게노 슈이치가 한 번도 소유한 적도 없는 차량도 있고, 막판에 등장한 호죠고가 탑승하고 있는 차량인 혼다 NSX(NA1형)도 소유한 적이 없다고 답하고 있다.
- 애차이기도 한 도요타 AE86을 주역으로 삼았지만 사실 레빈을 더 좋아한다고 답했다. 이유는 AE86 쪽은 전조등을 켜지 않았을 때 정면 얼굴 부분은 미남이 아니며,  레빈이 고정식 헤드라이트여서 트레노보다 가볍고 빠르기 때문이라고 한다.
- 외제차를 타는 달리기 선수는 한 번도 등장하지 않았는데, 그것은 시게노 자신이 연재 시작부터 "외제차를 내보내지 않는다는 룰"을 붙였기 때문이다. 규칙을 붙인 이유는 일제 차를 타고 일본 고개를 달리다가 젊은 사람이 타서 손이 닿을 수 있는 것으로 만들고 싶었기 때문이라고 한다.
- TV 애니메이션화되었을 때는 "3DCG 합성 주행 장면이 특히 마음에 든다"고 평가했다.
- 좋아하는 캐릭터는 이케타니 코이치로, 이유는 그리면 그릴수록 자신의 시점이 되어 갔다고 한다. 인상적이였던 씬은 타쿠미가 케이이치오 전에 벤츠의 중년과 원조 교제하는 나츠키를 목격했다.(2nd Stage 제4화)에 하코네 턴파이크에서 행해진 료스케 대 저승사의 대결(5th Stage 제9화·10화)

## 작품 목록 (作品リスト)
※ 발행은 주기가 없는 한 모두 고단샤에서 발행
- 바리바리 전설 (バリバリ伝説) ( 1983년 - 1991년, 주간 소년 매거진 출판, 전 38권）
- 시게노 슈이치 단편집 (しげの秀一短編集) 리리컬 (リリカル) ・ 라이트 스토리 (ナイトストーリー) （1984년 출간, 주간 소년 매거진, 단권）
- 시게노 슈이치 단편집 (しげの秀一短編集) 메모리 (めもりい) ・ 이스노 (すのー)（1991년 출간, 주간 소년 매거진, 단권）
- 터널 빠져나오면 스카이☆블루 (トンネルぬけたらスカイ☆ブルー)（1992년 출간, 주간 영 매거진, 기간제 1권 · 이하 미간）
- 쇼 (将)（1992년, 주간 소년 매거진, 전 3권）
- 도-피-칸 (DO-P-KAN)（1992년 - 1995년, 주간 영 매거진 출판, 전 10권）
- 이니셜 D (頭文字D)（1995년 - 2013년, 주간 영 매거진, 전 48권）
  - 이니셜 D 번외편 (頭文字D番外編) 웨스트 게이트 (ウエストゲート)（2001년, 영 매거진 GT 증간, 단행본 제 30권 수록）
  - 이니셜 D 번외편 (頭文字D番外編) 웨스트 게이트 2 (ウエストゲート2)（2001년, 영 매거진 GT 증간, 단행본 제 33권 수록)
- 쇼어 브레이크 (ショアブレイク)（절판된 작품, 2000년, 영 매거진 어퍼스）
- 그림의 꽃 (高嶺の花)（2014년, 주간 영 매거진 출판, 전 2권）
- 세일러 에이스 (セーラーエース)（2015년 - 2017년, 주간 영 매거진 출판, 전 6권）
- MF고스트 (MFゴースト) ( 2017년  - 주간 영 매거진 출판, 기간제 14권 ）

## 사장
- 히오 아키라 (ひおあきら)
- 유우키 마사미 (ゆうきまさみ)[4]

## 어시스턴트
- 코바야시 타케시 (小林たけし)
- 모리카와 조지 (森川ジョージ)
- 아아공 (雅亜公)